# Lastenia Larriva

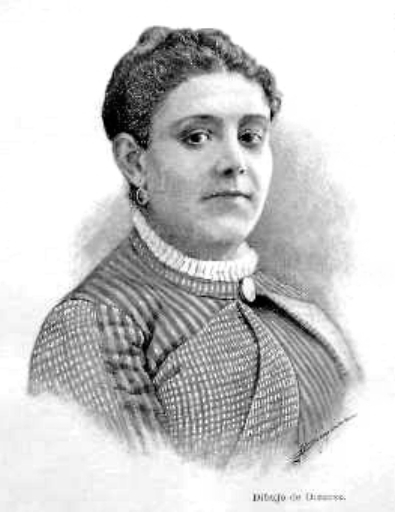
Lastenia Larriva

Lastenia Larriva y Negron de Llona (sinh 6 tháng 5 năm 1848 - mất 24 tháng 9 năm 1924) là một nhà thơ, nhà văn và một nhà báo người Peru.
Larriva sinh ra và chết ở Lima, nhưng sống vài năm ở thành phố Guayaquil, Ecuador, nơi bà đã sáng tác ra hầu hết các tác phẩm của mình. Cùng với Carolina Freyre de Jaimes, bà là một trong những thế hệ nhà văn nữ đầu tiên của Peru đã vượt qua những chỉ trích và định kiến của xã hội thời bấy giờ, những người luôn tin rằng phụ nữ nên là những bà nội trợ truyền thống và không có nghề nghiệp. Sau khi chết, người ta nói về bà: "Bà là một người canh gác nữ quyền ở Mỹ. Những ý tưởng tiên tiến, những nét cao quý và tinh tế, của văn hóa tinh tế, về lòng tốt bẩm sinh và một trái tim ấm áp. Nhà thơ người Ecuador Numa Pompilio Llona (1832-1907), một trong những nhà thơ nổi tiếng và được đọc nhiều nhất ở Ecuador vào thời của ông.

## Tác phẩm văn học
- Un drama singular o historia de una familia (1888 y 1920), một cuốn tiểu thuyết. - La Ciencia y la Fe (1889), một bộ decalogue dưới dạng những bài thơ, được viết theo yêu cầu của các bà mẹ của trường Holy Heart of Guayaquil.
- Pro Patria. Respuesta al romance "sucre" de José  Antonio Calcaño (1890), một cuốn tiểu thuyết ngắn. - Fe, patria y hogar (1902), thơ.
- Cartas a mi Hijo. Psicología de la tees (1919). - Cuentos (1919).